# Vicente González Arnao
Vicente González Arnao (Madrid, 27 de octubre de 1766-4 de marzo de 1845) fue un político, abogado e intelectual español, académico de la Real Academia de la Lengua y de la Real Academia de la Historia.

## Biografía
Pertenecía a una familia de comerciantes y estudió en el Instituto San Isidro de Madrid y en 1789 se licenció en derecho en la Universidad de Alcalá de Henares. También estudió matemáticas, griego, árabe, botánica, química y mineralogía. En 1792 obtuvo la cátedra de física experimental a la vez que ejercía de abogado. En 1797 recibió la Orden del Toisón de Oro y entre 1803 y 1804 fue consejero del Banco de San Carlos. De 1804 a 1807 fue síndico personero del ayuntamiento de Madrid y representante en la capital de la Diputación Foral de Vizcaya. En 1804 ingresó en la Real Academia Española. Dos años antes había escrito el capítulo dedicado a Vizcaya en el Diccionario geográfico-histórico de España.
Cuando los Borbones abdicaron en 1808 fue comisionado por el Colegio de Abogados de Madrid para que lo representara en la redacción del Estatuto de Bayona. En 1809 José I Bonaparte lo nombró secretario general del Consejo de Estado encargado de redactar el Código civil y en 1813 prefecto de Madrid. Parece que durante estos años ingresó en la franco-masonería y en 1811 fue admitido en la Real Sociedad Económica Matritense de Amigos del País.
A la caída de Josep Bonaparte se marchó al exilio y en 1814 se instaló en París, donde trabajó de jurista. En 1828 asesoró a la embajada española y en 1831 pudo regresar a España, donde fue readmitido en la Real Academia Española (había sido expulsado en 1814). En 1833 formó parte de la Junta Suprema de Sanidad y en 1834 fue tesorero de la Real Academia de la Historia. En 1838 participó en varias negociaciones en París para acabar con la primera guerra carlista. Entre enero y septiembre de 1840 fue rector de la Universidad Complutense de Madrid.

## Obras
- Discurso sobre las colecciones de Cánones griegos y latinos (Madrid, 1793)
- Defensa legal [...] sobre si se han declarar por consumidas y extinguidas las situaciones de renta de juros (Madrid, 1802)
- Elogio [...] de Campomanes (Madrid, 1803)
- Elogio [...] de Cisneros (1805)
- Ensayo político sobre el Reino de la Nueva España (1822) traducció d'Alexander von Humboldt
- Opinión sobre la constitución política de la Monarquía española, hecha en Cádiz a principios del año 1812. Escribióla un jurisconsulto español en Valencia, en enero de 1813 (Madrid, 1824)
- Diccionario abreviado de la Lengua española (1826)